# Thailand ved sommer-OL 2012
Thailand deltog ved Sommer-OL 2012 i London som blev arrangeret i perioden 27. juli til 12. august 2012. 

## Medaljer
| 2012 London | Guld | Sølv | Bronze | Total |
| Thailand    | 0    | 2    | 1      | 3     |

### Medaljevinderne
| Thailand ved sommer-OL 2012 i London | Thailand ved sommer-OL 2012 i London | Thailand ved sommer-OL 2012 i London | Thailand ved sommer-OL 2012 i London | Thailand ved sommer-OL 2012 i London |
| Medaljer                             | Atlet                                | Sport                                | Øvelse                               | Resultat                             |
| ------------------------------------ | ------------------------------------ | ------------------------------------ | ------------------------------------ | ------------------------------------ |
| Sølv                                 | Kaeo Pongprayoon                     | Boksning                             | Let fluevægt mænd                    |                                      |
| Sølv                                 | Pimsiri Sirikaew                     | Vægtløftning                         | 58 kg, kvinder                       | 236 kg                               |
| Bronze                               | Chanatip Sonkham                     | Taekwondo                            | Fluevægt (49 kg), kvinder            |                                      |